# 欧特斯塔克岛
60°51′37″N 0°52′27″W / 60.8603°N 0.8741°W

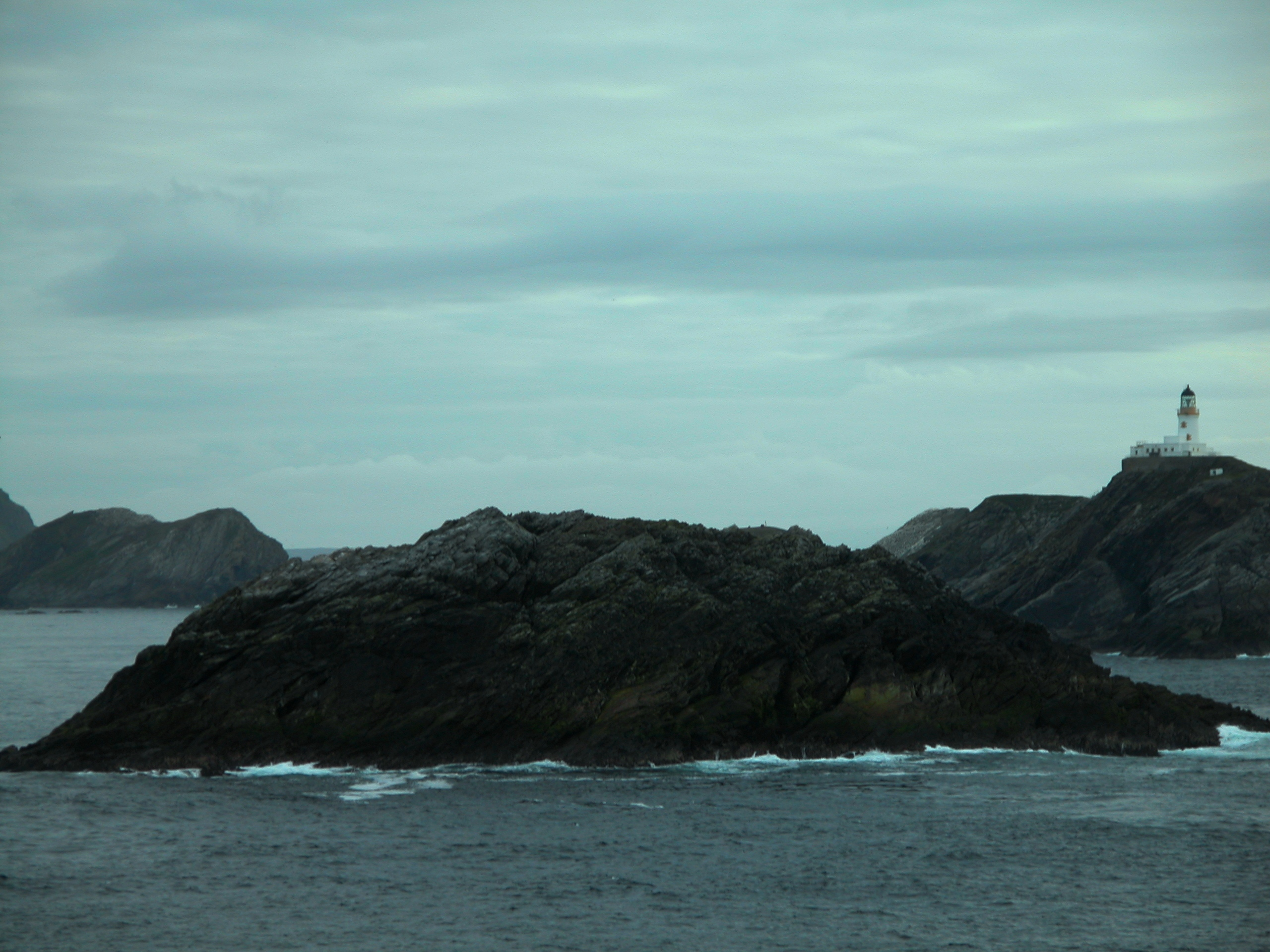

歐特斯塔克島（Out Stack）是英國蘇格蘭設得蘭群島的一個島礁。該島是英國國土最北端。歐特斯塔克島無人居住，自該島一直向北至北極點都沒有陸地。